# Acta de Constitución del Gobierno de Transición Democrática y Unidad Nacional
El Acta de Constitución del Gobierno de Transición Democrática y Unidad Nacional, conocido coloquialmente como el Decreto Carmona o "el Carmonazo", fue un documento decretado el 12 de abril de 2002, un día después del golpe de Estado en Venezuela de 2002 contra el presidente Hugo Chávez.
Esta normativa estableció un gobierno de transición a través de una ruptura del orden institucional, donde se disolvieron la Asamblea Nacional y el Tribunal Supremo y se declaró la suspensión de la fiscal general, contralor general, los gobernadores y alcaldes electos en las elecciones regionales, concentrando todo el poder público en Pedro Carmona. Fue el único decreto durante el gobierno de Carmona.

## Historia
El 10 de abril de 2002, un día antes del golpe, los abogados Daniel Romero, antiguo secretario del expresidente Carlos Andrés Pérez y recién nombrado procurador general del gobierno de Pedro Carmona, y Gregorio Vázquez, se reunieron con el historiador Jorge Olavarría para pedirle una revisión del borrador del decreto, quien les respondió que esos cambios no podían hacerse de esa manera, y que había que incorporar a todos los actores políticos del país antes.
Pedro Carmona le hizo una llamada telefónica al jurista Allan Brewer Carías para pedirle que revisara el borrador del decreto, con el cual estuvo en total desacuerdo y en cuya redacción no participó por considerar que la propuesta se apartaba del constitucionalismo y violaba la Carta Democrática Interamericana de la OEA. Todo esto se lo hizo saber a Carmona por teléfono, sin llegar a reunirse con él personalmente.

El día que se promulgó, el decreto instaba:
"Señoras y señores, a los fines de seguir adelante con este movimiento de toda la sociedad democrática nacional, a la salida de este recinto se les convoca a firmar el decreto que se acaba de leer como adhesión a este proceso."
Debido a esto, los asistentes firmaron. Según El Nacional, hubo casi 400 firmas, entre ellas la firma de Leopoldo López (quien negó haber firmado), María Corina Machado, cofundadora de Súmate (negó también haber firmado) y Manuel Rosales, el gobernador de Zulia en ese entonces y futuro candidato presidencial.

## Contenido del decreto
Según el decreto:
- Artículo 1°: Nombra presidente a Pedro Carmona, quien para ese entonces era líder de la Patronal Fedecámaras y lo faculta para redactar nuevos decretos que aseguraran la consolidación del gobierno de facto.
- Artículo 2°: se Cambia el nombre del país a República de Venezuela eliminándose la denominación "Bolivariana".
- Artículo 3°: se disuelve el Poder Legislativo y se destituyen a todos los diputados de la Asamblea Nacional, el parlamento permanecería cerrado hasta la convocatoria de nuevas elecciones antes de diciembre de 2002, el nuevo parlamento tendría poderes para modificar la constitución de 1999.
- Artículo 4: se crea un Consejo Consultivo del Presidente de 35 miembros principales con sus suplentes, los principales podían ejercer a la vez cargos nacionales, estadales o municipales.
- Artículo 5°: Establece que el presidente coordinara su políticas con los poderes regionales y municipales.
- Artículo 6°: Establece que se debe convocar a elecciones generales antes de 1 año para constituir un nuevo gobierno.
- Artículo 7°: Le otorga al presidente de la República poderes para remover y nombrar a los miembros de todos los poderes públicos venezolanos Ejecutivo, Legislativo, Judicial, Electoral y Moral (Fiscalía, Defensoría y Contraloría) a nivel nacional, estatal y municipal. Además le da el derecho de nombrar a los representantes del país en los parlamentos andino y latinoamericano.
- Artículo 8°: Destituye a los miembros principales del Tribunal Supremo de Justicia, Fiscalía General de la República, Contraloría General de la República, Defensoría del Pueblo, Consejo Nacional Electoral, le otorga al presidente el poder para nombrar a los nuevos integrantes de todas esas instituciones.
- Artículo 9°: Se derogan 48 Decretos-leyes hechos sobre la base de la Ley Habilitante que aprobó la Asamblea Nacional en el 2000, una comisión nombrada por el nuevo gobierno revisaría las nuevas leyes.
- Artículo 10°: Establece que todo el ordenamiento jurídico (constitución, leyes, decretos, ect) se mantiene vigente siempre y cuando no contradiga o choque con el decreto de constitución del gobierno u otras normas legales dictadas por el nuevo gobierno.
- Artículo 11°: Establece que el Gobierno de facto entregará el poder a las nuevas autoridades que resultarán electas en las elecciones futuras de acuerdo a lo establecido en el decreto y en otras disposiciones que se tomen.

También alega supuestas violaciones por el gobierno de Chávez de los artículos 43, 57, 58, 68, 136, 141, 145, 204, 211, 254, 270, 273, 279, 294, 295 y 328 de la Constitución, y hace referencia a la Carta Democrática Interamericana de la Organización de los Estados Americanos y la renuncia de Chávez el día anterior.
Entre las acusaciones al gobierno de Chávez se mencionan:
- Atacar, reprimir y asesinar a manifestantes pacíficos inocentes.
- Comprometer los principios democráticos, la democracia representativa en particular.
- Violaciones de los derechos humanos y la propiedad.
- Violación flagrante de la separación e independencia de poderes.
- Corrupción.
- El mal uso de las fuerzas armadas.
- La promoción de un clima de violencia social.
- Política exterior aislacionista inaceptable, ayudar a las guerrillas colombianas.
- La eliminación de la autonomía del proceso electoral.
- La promulgación de una ley habilitante, sin consultar al electorado.
- Promoción de la violencia a través de sus Círculos bolivarianos.
- Faltar el respeto a las instituciones necesarias para la convivencia democrática.

Por otro lado el decreto en su último artículo enuncia: "Artículo 10°: Se mantiene en plena vigencia el ordenamiento jurídico en cuanto no colidan con el presente decreto ni con las disposiciones generales que dicte el nuevo gobierno de transición democrática".

## Consecuencias
El decreto fue el catalizador que permitió a la Fuerza Armada Nacional Bolivariana justificar el abandono del recién formado gobierno, volviendo a Chávez al poder el 13 de abril. Después de que Hugo Chávez fue reinstalado como presidente, la controversia con respecto a los que firmaron el Acta permaneció.
El fiscal Danilo Anderson se encontraba investigando a los firmantes del acta y preparando una imputación a estos cuando murió asesinado en 2004 en un atentado coche bomba. En enero de 2008, Chávez anunció la amnistía para los firmantes del decreto Carmona.
El jurista Allan Brewer Carías fue acusado de ser el redactor del decreto Carmona y se le dictó prisión preventiva, asunto que llevó ante la Corte Interamericana de Derechos Humanos, donde se dejó en constancia que él no fue el redactor.

## Análisis político y jurídico
Según el Centro de Documentación de Honduras, a través del decreto todo el poder público se concentró en Pedro Carmona.  El Consejo Latinoamericano de Ciencias Sociales escribió que fue un decreto autoritario como pocas veces se habían visto en la historia del país, y que este le dio al gobierno de facto un carácter supra-legal, conformando una dictadura de carácter plutocrático.
Manuel Rosales declaró que su participación fue un error honesto en lugar de un golpe de Estado pre-planeado como el de Chávez.